# ليوبارتسي
ليوبارتسي (بالروسية: Люберцы) هي إحدى مدن روسيا في الكيان الفدرالي الروسي موسكو أوبلاست.

## أعلام
- ألكساندر بوبنوف
- نيكولاي بتروفيتش موروزوف
- بافل ياوفليف